# Ellisville (Illinois)
Pour les articles homonymes, voir Ellisville.
Ellisville est un village du comté de Fulton dans l'Illinois, aux États-Unis,. Situé au nord du comté de Fulton, il est incorporé le 30 mars 1874.

## Démographie
Lors du recensement de 2010, le village comptait une population de 96 habitants. Elle est estimée, en 2016, à 92 habitants.

## Source de la traduction
- (en) Cet article est partiellement ou en totalité issu de l’article de Wikipédia en anglais intitulé « Ellisville, Illinois » (voir la liste des auteurs).